# Alte Waage (Brunswick)
Pour les articles homonymes, voir Waage.
 (mai 2023).

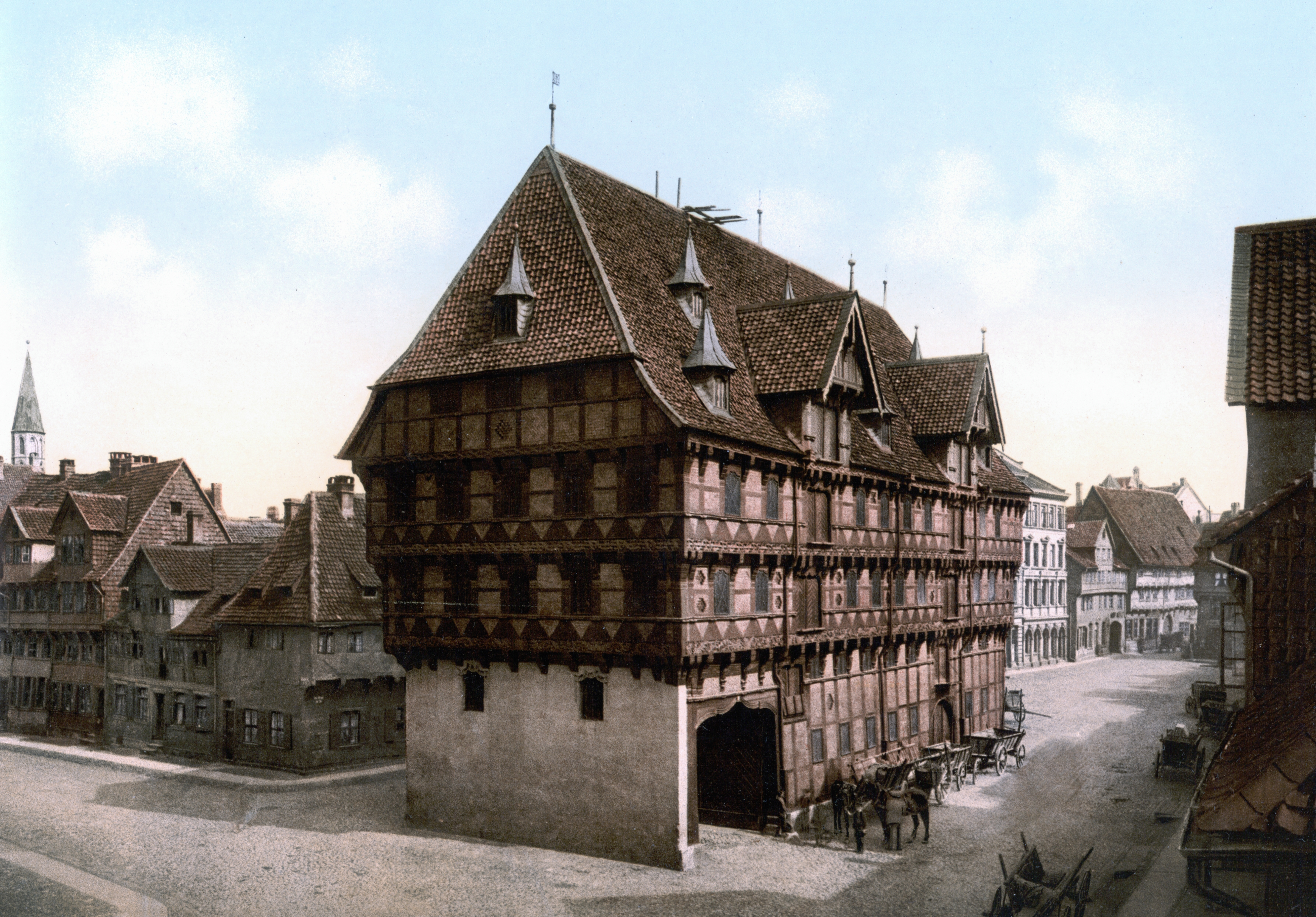
Alte Waage vers 1900

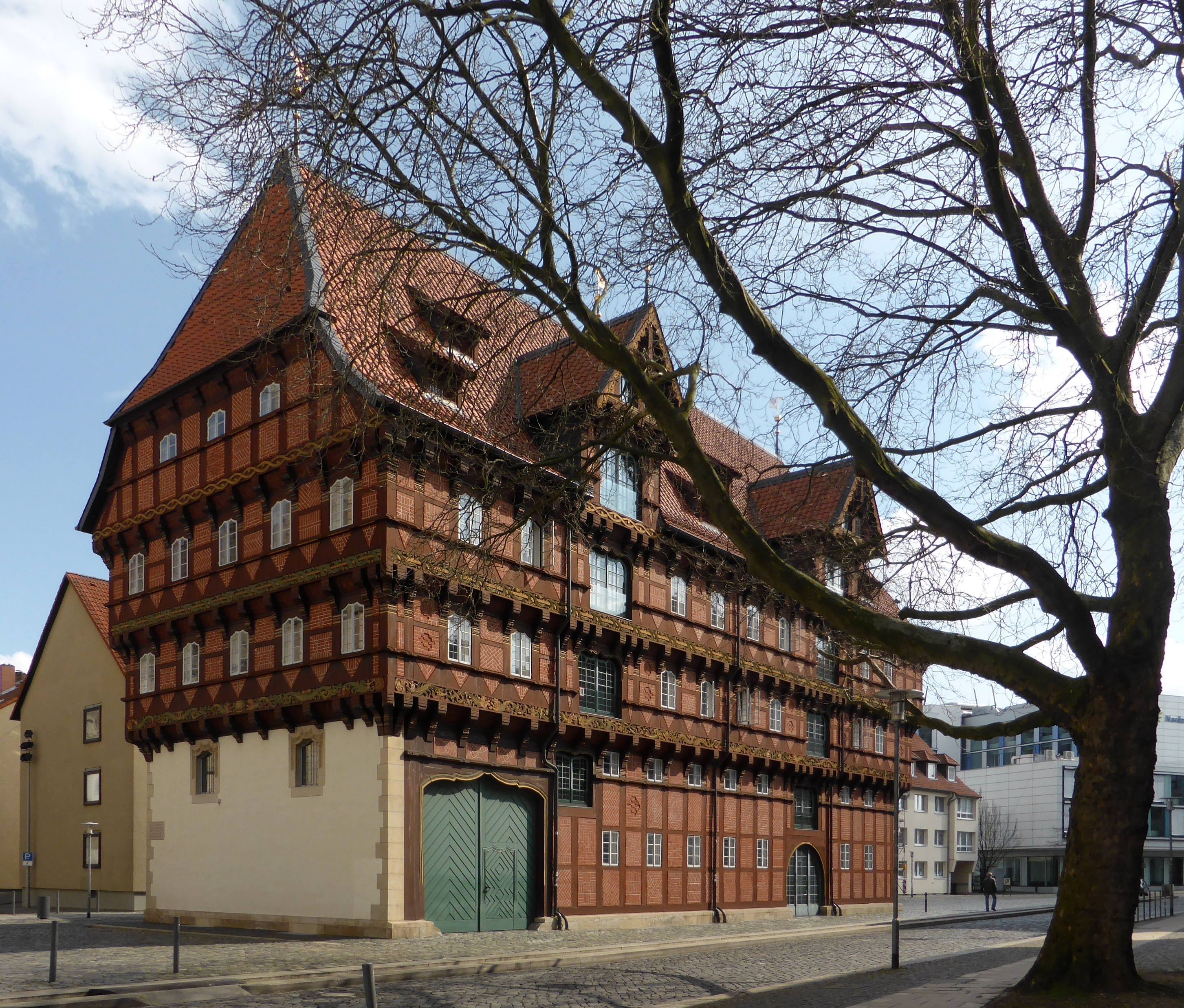
Alte Waage en 2018

L'Alte Waage, telle qu'on peut la voir aujourd'hui dans la ville de Brunswick, en Basse-Saxe, est une reconstruction détaillée, achevée en 1994, du bâtiment d'origine de 1534, qui a été détruit par plusieurs bombardements pendant la Seconde Guerre mondiale, en particulier le bombardement du 15 septembre 1944.
Avec une hauteur de 21 mètres, la Alte Waage est la plus grande et la plus imposante maison à pans de bois de la ville.

## Histoire
La maison à colombages d'origine a été construite en 1534 comme entrepôt et pesée pour le Braunschweiger Neustadt sur le Wollmarkt, à quelques mètres de l'Andreaskirche ; son nom signifie La vieille balance.
En 1671, la "Alte Waage" n'était plus utilisée en tant que telle car une nouvelle avait été construite. Le bâtiment est ensuite tombé en ruine au fil des décennies. Il n'a été restauré en profondeur qu'en 1854 par l'architecte de la cour ducale Friedrich Maria Krahe, bien que peu d'attention ait été accordée à la structure historique. Krahe a fait apporter des modifications profondes, en particulier à la façade, par exemple les compartiments, qui avaient auparavant été astucieusement et visiblement remplis de briques, ont été enduits de blanc.
Au cours des mesures de restauration renouvelées entre 1937 et 1939, les changements de Krahe ont été largement inversés. Une fois ces travaux terminés, le bâtiment a servi de résidence aux Jeunesses hitlériennes jusqu'à sa destruction en 1944.

### Destruction
Lors de la Seconde Guerre mondiale, le bâtiment est à peine endommagée par les bombardements jusqu'au 10 février 1944 où il reçoit plusieurs coups directs ; les restes du bâtiment ont finalement brûlé dans la "tempête de feu" du bombardement du 15 octobre 1944. Les décombres restants ont été enlevés après la fin de la guerre, le site a été nivelé et utilisé pendant des décennies comme parking ou comme marché.

### Reconstruction
La reconstruction n'a commencé qu'en 1991, avec des composants de construction d'origine qui ont été catalogués et stockés, et les plans originaux ont été utilisés. La reconstruction a été effectuée aussi fidèlement que possible à l'original. Par exemple, seuls des treillis en bois étaient utilisés dans le colombage, mais aucun clou ni vis. La reconstruction a été achevée en 1994 sur l'emplacement d'origine,,.
Au début du XXIe siècle, le bâtiment est utilisé par le centre de formation pour adultes de Brunswick comme bâtiment administratif et de formation.